# Daqin Railway Company
Daqin Railway Company Limited (大秦铁路公司, «Компания железной дороги Датун—Циньхуандао») — китайская транспортная компания, которая управляет несколькими железными дорогами общей протяжённостью свыше 7500 км. Основана в 2004 году, в 2006 году вышла на Шанхайскую фондовую биржу, штаб-квартира расположена в городе Датун (провинция Шаньси).
Daqin Railway Company перевозит уголь, кокс, цемент, песок, сталь, чугун, древесину и железную руду, а также осуществляет пассажирские перевозки; входит в сотню крупнейших компаний Китая и в тысячу крупнейших компаний мира. По состоянию на 2018 год выручка Daqin Railway Company составляла 10,8 млрд долл., прибыль — 2,2 млрд долл., активы — 19,3 млрд долл., рыночная стоимость — 18,8 млрд долл., в компании работало почти 98 тыс. сотрудников.
Daqin Railway Company специализируется на поставках угля из Шаньси и Внутренней Монголии тепловым электростанциям в приморских провинциях Китая. Главным активом Daqin Railway Company является Дациньская железная дорога протяжённостью свыше 650 км, которая соединяет центр угольной промышленности Датун с крупным морским портом Циньхуандао. 61,7 % акций Daqin Railway Company принадлежит государственной группе China Railway.

## Основные магистрали
- Датун — Циньхуандао (Daqin railway)
- Датун — Юньчэн (Beitongpu railway)
- Хоума — Боай (Houyue railway)
- Хоума — Сиань (Houxi railway)
- Шицзячжуан — Тайюань (Shitai railway)
- Тайюань — Цзяоцзо (Taijiao railway)
- Фэнтай — Хуайлай (Fengsha railway)
- Пекин — Тунляо (Jingtong railway)
- Нинъу — Кэлань (Ningke railway)
- Синьсян — Яньчжоу (Xinyan railway)